# Rozdrabnianie
Rozdrabnianie – rozdzielanie materiału w fazie stałej na drobniejsze części, zazwyczaj przeprowadzane mechanicznie. Zwiększa ono powierzchnię właściwą danej substancji stałej, co przyśpiesza szereg procesów z jej udziałem. Rozdrabnianie przeprowadza się także w celu uzyskania sypkiego produktu, często o ściśle określonym rozmiarze ziaren np. kruszywa.
W warunkach laboratoryjnych do rozdrabniania kruchych substancji stałych używa się moździerza z tłuczkiem. Rozdrobnienie dodatnio wpływa na szybkość reakcji chemicznych, a także ułatwia rozpuszczanie. Zwiększenie powierzchni kontaktu z rozpuszczalnikiem umożliwia też wydajniejszą ekstrakcję pożądanych substancji z fazy stałej.

## Przemysłowe metody rozdrabniania
W celu rozdrobnienia materiału należy użyć takich sił zewnętrznych, które przezwyciężą wiązania między elementami struktury materiału (ziarnami, włóknami, cząsteczkami itp.). Wiąże się zatem ono z wykonaniem pracy i zużyciem energii, tym większym, im bardziej zwiększa się powierzchnia właściwa surowca. Energię konieczną do zniszczenia struktury materiału można zmniejszyć przez dodatek innych substancji, które zostają zaadsorbowane na jego powierzchni, a także przez systematyczne usuwanie produktu o docelowej granulacji z urządzeń.
Dobór sposobu rozdrabniania na skalę przemysłową zależy od cech materiału: jego budowy, wytrzymałości na działanie różnych rodzajów sił i początkowych gabarytów. Jednym z ważniejszych parametrów jest twardość w skali Mohsa i na jej podstawie materiały dzieli się na miękkie, średnio twarde i twarde. Uwzględnia się też docelowy stopień rozdrobnienia. 
Do rozdrabniania mechanicznego ciał stałych stosuje się takie maszyny jak: łamacze, kruszarki, dezintegratory, krajalniki czy różnego rodzaju młyny. Zazwyczaj stosuje się rozdrabnianie wielostopniowe, z wykorzystaniem kilku różnych maszyn.